# Дорошенко, Ирина Евгеньевна
Ирина Дорошенко (укр. Ірина Дорошенко; род. 19 июля 1957, Киев, УССР) — советская и украинская актриса театра и кино. Народная артистка Украины (1998).

## Биография
Родилась 19 июля 1957 года в Киеве.
В 1978 году закончила киноактёрский факультет Киевского государственного института театрального искусства имени Карпенко-Карого.
С 1978 года работает в Киевском Национальном украинском драматическом театре имени Ивана Франко.

## Театр

### Национальный академический драматический театр им. Ивана Франко
С 1978 года работает в Национальном академическом драматическом театре им. Ивана Франко, где сыграла более 40 ролей.
1. 1979 — «Дикий Ангел» А. Коломийца; реж. Владимир Оглоблин — Оля
2. 1979 — «Украденое счастье» И. Франко; реж. Сергей Данченко — Анна
3. 1980 — «Сон в летнюю ночь» У. Шекспира; реж. Валентин Козьменко-Делинде — Елена
4. 1980 — «Васса Железнова» М. Горького; реж. Владимир Оглоблин — Людмила
5. 1981 — «Прощание в июне» А. Вампилова; реж. Валентин Козьменко-Делинде — Таня
6. 1984 — «Трибунал» А. Макаёнка — Зина
7. 1986 — «Энеида» И. Котляревского; реж. Сергей Данченко — Ворожка
8. 1987 — «Мастер и Маргарита» М. Булгакова; реж. Ирина Молостова — Гелла
9. 1989 — «Тевье-Тевель» Г. Горина по мотивам произведений Шолом-Алейхема; реж. Сергей Данченко — Годл / Хава
10. 1990 — «Санитарная зона» М. Хвылевого; реж. Сергей Данченко — Майя
11. 1991 — «Белая ворона» Ю. Рыбчинского и Г. Татарченко; реж. Сергей Данченко — Проститутка
12. 1993 — «Патетическая соната» Н. Кулиша; реж. Сергей Данченко — Мария
13. 1996 — «Украинский водевиль, или Выпьем и пойдём» по М. Кропивницкому; реж. Станислав Моисеев — Приська
14. 1997 — «Король Лир» У. Шекспира; реж. Сергей Данченко — Гонерилья, дочь Лира
15. 1999 — «Карьера Артуро Уи» Б. Брехта; реж. Валентин Козьменко-Делинде — Бетти Дальфит
16. 1999 — «Кин IV» Г. Горина; реж. А. Хостикоев — Эми Госуилл
17. 2002 — «Мама, или Невкусное творение на два действия с эпилогом»» Ст. Виткевича; реж. Збигнев Наймола — Дорота
18. 2003 — «Эх, мушкетёры, мушкетёры…» Е. Евтушенко; реж. Пётр Ильченко — Королева-мать
19. 2004 — «Братья Карамазовы» Ф. Достоевского; реж. Юрий Одинокий — Екатерина Ивановна Верховцева
20. 2004 — «Сентиментальний круиз» Тамары Кандалы; реж. Пётр Ильченко — Елена
21. 2007 — «Малые супружеские преступления» Э. Шмитта; реж. Кшиштоф Занусси — Лиза
22. 2007 — «Женитьба Фигаро» П. Бомарше; реж. Юрий Одинокий — Марселина
23. 2009 — «Женитьба» Н. Гоголя; реж. Валентин Козьменко-Делинде — Агафья  Тихоновна
24. 2013 — «Цветок чертополоха» Натальи Ворожбит по пьесе Н. Кулиша «Маклена Граса»; реж. Станислав Моисеев — Лена
25. 2016 — «Ричард III» У. Шекспира; реж. Автандил Варсимашвили — Герцогиня Йоркская
26. «Берегись Льва» Я. Стельмаха — мама Люськи
27. «Бронзовая фаза» Зарудного — Ярина Верстовая
28. «Бунт женщин» Н. Хикмета и В. Комиссаржевской — Инес
29. «Выбор» Ю. Бондарева — Вика
30. «Герой Запада» Дж. Синга — Сарра
31. «Гетман Дорошенко» Л. Старицкой-Черняховской — Шульжиха
32. «Двенадцать месяцев» С. Маршака — Принцесса
33. «Житейское море» И. Карпенко-Карого — Ванина
34. «Интимная жизнь» Н. Кауарда — Аманда
35. «Камень русина» А. Коломийца — Яска
36. «Кто предаст Брута?» Б. Жолдака, С. Моисеева — Панночка
37. «Маркиза де Сад» Юкио Мисими — пани Монтрей
38. «Мата Хари» Н. Йорданова — Райна
39. «Регион» Зарудного — Юлька
40. «Санитарный день» А. Коломийца; реж. Владимир Оглоблин — Надя
41. «С любовью не шутят» П. Кальдерона — Инеса
42. «Смех и слёзы» С. Михалкова — Люба
43. «Талан» М. Старицкого — Анна Кулишевич
44. «Фронт» А. Корнейчука — Маруся
45. «Шиндай» И. Афанасьева — Вера

## Фильмография
- 1976 — Днепровский ветер — Ольга
- 1977 — Весь мир в глазах твоих — Валя
- 1977 — Родные — Ремизова
- 1986 — Дом отца твоего — Татьяна
- 1988 — Штормовое предупреждение — Варвара
- 1990 — Буйная — невестка
- 1990 — Чёрная пантера и Белый медведь — Рита
- 1991 — Народный Малахий — дочь Малахия
- 1992 — Иван и кобыла — Галина
- 1993 — Лунная кукушечка — хозяйка Джека
- 1995 — Вальдшнепы — Клавдия Михайловна
- 2000 — Потерянный рай
- 2001 — След оборотня
- 2003 — Леди Мэр
- 2006 — Тайна «Святого Патрика» — Даша Соломатина
- 2006 — Утёсов. Песня длиною в жизнь — актриса
- 2007 — Возвращение Мухтара—4 (серия «Кинозвезда») — Варвара Дмитриевна
- 2007 — Отчим — Даша
- 2008 — Сила притяжения — Элеонора Петровна
- 2009 — Веское основание для убийства
- 2009 — Дом для двоих — Ольга Сергеевна
- 2010 — Платон Ангел — Ульяна, жена Платона
- 2011 — Весна в декабре — хозяйка квартиры
- 2011 — Ярость — Анна Сергеевна
- 2012 — Пять лет и один день — Инга Николаевна
- 2015 — Клан ювелиров — Параска Кравец

### Озвучивание мультфильмов
- 1987 — Утиные истории — Магика де Гипноз (украинский дубляж)
- 1989 — Симпсоны — Мардж Симпсон / Лиза Симпсон (украинский дубляж)
- 2002 — Лило и Стич — Глава совета (украинский дубляж)
- 2002 — Суперсемейка — Эдна Мод (украинский дубляж)
- 2003 — Новые приключения Стича — Глава совета (украинский дубляж)
- 2004 — Свинка Пеппа — Бабушка Свинка (украинский дубляж)
- 2007 — Симпсоны в кино — Мардж Симпсон / Лиза Симпсон (украинский дубляж)
- 2009 — Принцесса и лягушка — Мама Оди (украинский дубляж)
- 2011 — Тачки 2 — Лиззи / Королева (украинский дубляж)
- 2012 — Мадагаскар 3 — Капитан Шантелль Дюбуа (украинский дубляж)
- 2012 — Ледниковый период 4: Континентальный дрейф — Бабуля (украинский дубляж)
- 2016 — Ледниковый период 5: Столкновение неизбежно — Бабуля (украинский дубляж)
- 2016 — Моана — Тала (украинский дубляж)
- 2017 — Тайна Коко — Коко (украинский дубляж)
- 2017 — Тачки 3 — Лиззи (украинский дубляж)
- 2017 — Утиные истории — Магика де Гипноз (украинский дубляж)
- 2018 — Суперсемейка 2 — Эдна Мод (украинский дубляж)
- 2019 — Камуфляж и шпионаж — Джой Дженкинс (украинский дубляж)
- 2019 — Хеллбой — Леди Хэттон (русский дубляж)
- 2021 — Лука — Бабушка Пагуро (украинский дубляж)
- 2021 — Неисправимый Рон — Донка Пудовски (украинский дубляж)
- 2021 — Рок Дог 2 — Мейдоу (русский дубляж)

## Награды и премии
- Орден «За заслуги» ІІІ степени (2008)[3].
- Орден княгини Ольги IІ степени (2025)[4].
- Орден княгини Ольги III степени (2018)[5].
- Народная артистка Украины (1998)[1].